# Mezinárodní úřad pro mořské dno
Mezinárodní úřad pro mořské dno (anglicky International Seabed Authority; ISA) je mezinárodní organizace zřízená pro dodržování Úmluvy Organizace spojených národů o mořském právu ze dne 10. prosince 1982. Úřad vznikl 16. listopadu 1994 a sídlo má v jamajskem Kingstonu. Úřad má 167 členských států plus Evropskou unii. Česká republika dohodu ratifikovala a tím se i stala členem v roce 1996.